# Albacete (pokrajina)
Albacete je provincija u središnjoj Španjolskoj u južnom dijelu autonomne zajednice Kastilje-La Manche. Provincija ima 396.987 stanovnika (1. siječnja 2014.), a prostire se na 14.926 km². Sjedište provincije je grad Albacete. U provinciji se nalaze još gradovi (s više od 10.000 stanovnika): Hellín, Almansa, Villarrobledo, La Roda i Caudete. Službeni jezik je španjolski.
Ostala veća naselja: Molinicos.

## Vanjske poveznice
- Službene stranice